# Henry Calvin

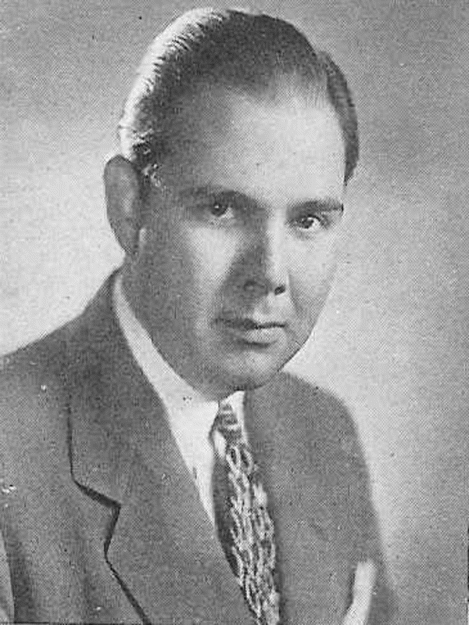
Henry Calvin

Henry Calvin, geboren als Wimberly Calvin Goodman (Dallas, 25 mei 1918 – aldaar, 6 oktober 1975), was een Amerikaans acteur en was het bekendst door zijn rol als sergeant Garcia in de televisieserie en films Zorro van 1957.
Calvin begon na zijn studie aan de Southern Methodist University aan een carrière als zanger, radiopresentator en acteur. Zo speelde hij in de musical Kismet en in de kindertelevisieserie Howdy Doody en de film Crime against Joe. Zijn doorbraak kwam toen hij de rol van sergeant Demetrio Lopez Garcia speelde in de serie en films met Guy Williams als Zorro en Don Diego de la Vega. Soms is Garcia zijn vriend, soms zijn omgekochte vijand, maar meestal is hij de sukkel door zijn zwakte voor eten en wijn.
Bariton Calvin zong ook mee in het introlied van Zorro. Het trio The Chordettes behaalde zelfs met de langere versie een grote hit. In 1960 speelde hij nog mee in de film Toby Tyler met Gene Sheldon, die hij nog kende als Bernardo uit de Zorro-serie, en in Babes in Toyland uit 1961. Calvin zong het kinderlied "Never Smile at a Crocodile", dat later werd gebruikt in de film Peter Pan (1953). In 1973 ging hij nog op reis voor een goed doel samen met Guy Williams naar Argentinië.
In 1975 overleed hij aan keelkanker in zijn geboorteplaats Dallas. Hij ligt daar begraven in Grove Hill Memorial Park.
- Biblioteca Nacional de España: XX1506066
- Bibliothèque nationale de France: cb14017803v (data)
- International Standard Name Identifier: 0000 0000 7777 9543
- Library of Congress Control Number: no97019864
- Système universitaire de documentation: 160203740
- Virtual International Authority File: 34655993
- WorldCat: E39PBJtRGFXx8PtKh7RdHdjwG3